# Cecilia Malmström
Anna Cecilia Malmström (født 15. maj 1968 i Stockholm) er en svensk politiker, der var Europa-Kommissær for handel fra 2014 til 2019. Hun var tidligere Europa-Kommissær for indre anliggender fra 2010 til 2014 og Sveriges EU-minister fra 2006 til 2010. Hun var medlem af Europa-Parlamentet fra Sverige fra 1999 til 2006.
Hun var medlem af Liberalerna, som tilhører Alliancen af Liberale og Demokrater for Europa, indtil 2023.
Malmström har læst litteraturvidenskab ved Université de Paris i 1987, men er uddannet ph.d. i statskundskab fra Göteborgs Universitet i 1998. Hun var lektor samme sted frem til 1999.
Efter at have været aktiv i Folkpartiet siden 1980'erne blev hun i 1998 valgt til Västra Götalands landsting, hvor hun sad til 2001. I 1999 blev hun valgt til Europa-Parlamentet. Som EU-parlamentartiker stod hun i spidsen for oneseat.eu-kampagnen, der havde til formål at få samlet parlamentets aktiviteter i Bruxelles og dermed gøre op med det såkaldte flyttecirkus, der skyldes at nogle af samlingerne afholdes i Strasbourg. I 2006 blev hun udpeget til Europa-minister i Fredrik Reinfeldts centrum-højre-regering. I november 2009 blev hun udpeget til at være Sveriges næste Europa-Kommissær. Kommissionsformand José Manuel Barroso tilbød hende derefter rollen som kommissær for indre anliggender. Hun tiltrådte i februar 2010. Hun fortsatte som kommissær for handel i Juncker-kommissionen 2014-2019.